# Olympus OM-30
Die Olympus OM-30, Olympus OM-F in Nordamerika, ist eine Kleinbild-Spiegelreflexkamera (35-mm-Film) mit Autofokus, die aber nur mit dem speziellen Objektiv Zuiko Auto-Zoom 1:4/35-70 mm Auto Focus funktioniert.

## Technische Daten

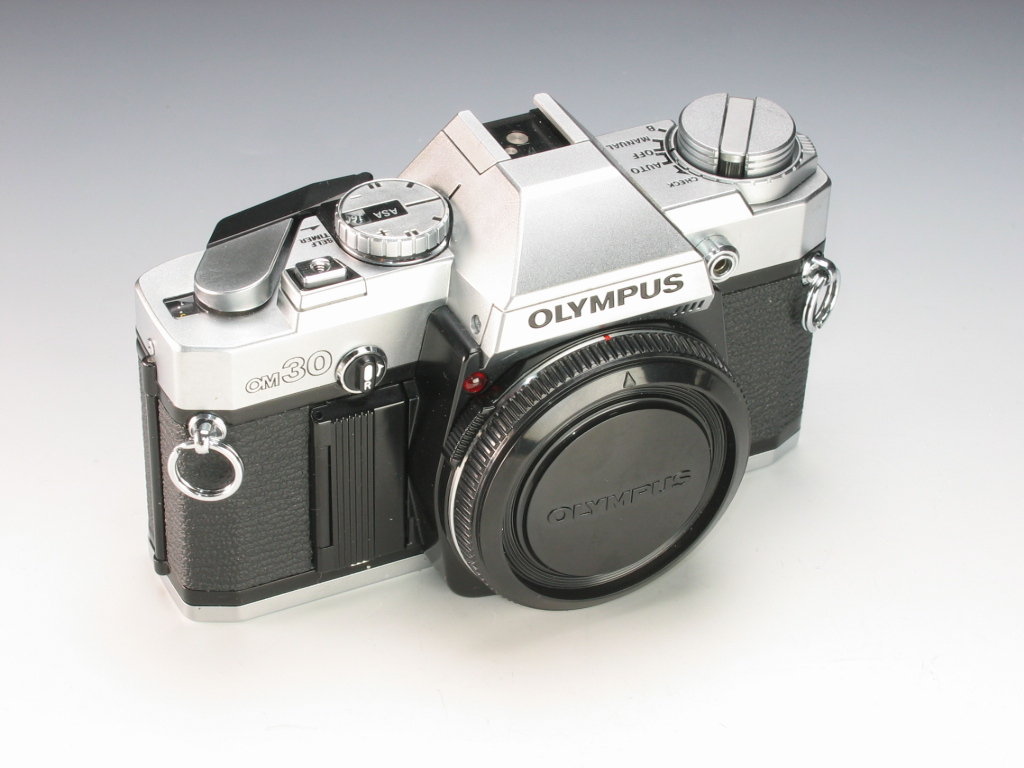
Olympus OM-30

- Produktion OM-30: 1983 bis 1987 von Olympus Optical Co., Japan
- Abmessungen: 134 × 85 × 50 mm
- Gewicht: (Gehäuse allein) 430 Gramm
- Sucher: Pentaprisma-Sucher mit 93 % Sichtfläche; fest eingebaute Einstellscheibe mit Schnittbildindikator und Mikroprismenring, dazu elektronische Einstellhilfen (LED)
- Belichtungszeiten: 2 - 1/1000 s und B.
- Verschlussart: Tuch-Schlitzverschluss mit Zeitensteuerung von ca. 2 bis 1/1000 s, horizontal ablaufend. Eine Spiegeldämpfung ist im Gegensatz zur OM-1 und OM-2 nicht vorhanden.
- Belichtungsmessung: Die Kamera verfügt nur über eine Zeitautomatik. Die Belichtungsmessung bei der Olympus OM-30 erfolgt durch das Objektiv (TTL) bei geöffnetem Verschluss. Es wird das durch den Sekundärspiegel, das Referenzmuster und Film reflektierte Licht gemessen („off the film“, OTF; auch „autodynamische“ Steuerung genannt).
- Belichtungskorrektur ±2 Blendenstufen in 1/3-Stufen.
- Blitz: fest eingebauter Blitzschuh über dem Prisma; Synchronzeit 1/60 s, keine Blitzsteuerung von der Kamera.
- Selbstauslöser: elektronisch, 12 Sekunden Vorlauf, mit akustischem Signal.
- Filmtransport: manuell bzw. mit angeschlossenem Winder und Motorantrieb
- Stromversorgung: 5 Silberoxid-Knopfzellen (SR44)

## Besonderheiten
Die OM-30 war der erste zaghafte Versuch, das OM-System in die Zeit des Autofokus zu bringen. Dafür lieferte Olympus ein spezielles Objektiv aus, das Zuiko Auto-Zoom 1:4/35-70 mm Auto Focus. Alle anderen Objektive waren auch nutzbar, allerdings ohne den Autofokus. Dafür konnten die elektronischen Einstellhilfen unter dem Sucherbild (zwei Pfeile um die Richtung anzuzeigen, in welche fokussiert werden muss und ein Rechteck für korrekten Fokus) genutzt werden. Gleichzeitig kann die richtige Schärfe durch ein (abschaltbares) Piepsignal angezeigt werden. Das Schärfeindikationssystem benötigt aber wesentlich mehr Strom als alle anderen OM-Kameras. Drei der fünf Zellen werden für die elektronischen Einstellhilfen benötigt.
Interessant war auch die Möglichkeit der Schärfefalle, wenn ein Motorantrieb angesetzt war. Kam das zu fotografierende Objekt in die Schärfeebene, löst die Kamera automatisch aus.

## Zuiko Auto-Zoom 1:4/35-70 mm Auto Focus
Im Gegensatz zu modernen Autofokus-Objektiven ist in diesem Objektiv die Autofokuseinheit im Objektiv eingebaut; das Licht wird über einen Strahlenteiler teilweise auf das Autofokusmodul geleitet. Das bedingt aber, dass das Objektiv lichtschwächer ist als andere. Das System war generell nicht auf Höhe der Zeit, da es sehr langsam war und das Objektiv als unhandlich zu bezeichnen ist.
Wurde das Objektiv an eine andere OM-Kamera als an die OM-30 angeschlossen, so konnte man es im Powerfocus-Modus verwenden.